# Schizanthus alpestris
Schizanthus alpestris är en potatisväxtart som beskrevs av Eduard Friedrich Poeppig och George Bentham. Schizanthus alpestris ingår i släktet fjärilsblomsterssläktet, och familjen potatisväxter. Inga underarter finns listade i Catalogue of Life.